# Mnichovice (powiat Benešov)
Mnichovice – wieś i gmina w Czechach, w powiecie Benešov, w kraju środkowoczeskim. Według danych Czeskiego Urzędu Statystycznego z dnia 1 stycznia 2017 liczyła 211 mieszkańców.